# Union des photographes d'Azerbaïdjan
 (novembre 2020).
L'Union des photographes d'Azerbaïdjan  est une organisation publique, créative et à but non lucratif, basée sur les principes de la société ouverte, du volontariat et de l'autonomie gouvernementale. Le président de l'union est Mirnaib Hasanoglu. 
Il agit en vertu de la Constitution de l'Azerbaïdjan et de la Charte de l'Union.
L'Union des photographes d'Azerbaïdjan a été enregistrée au ministère de la Justice de la République d'Azerbaïdjan le 20 novembre 1998 sous le numéro de certificat 1073.
Les principaux objectifs et tâches de l'UPA sont la promotion du développement national de l'art photographique, la vulgarisation de ses réalisations dans le pays et à l'étranger, la préservation et l'utilisation créative du patrimoine photographique. Dans le but de promouvoir et de développer l'art photographique, l'Union organise des expositions, des concours, des festivals, des master classes, des conférences et des symposiums avec la participation de photographes azerbaïdjanais et étrangers, et promeut le mouvement amateur.
10 ans se sont écoulés depuis la création de l'UPA. Pendant cette période, les membres du syndicat créatif ont organisé et participé à plus de 100 expositions, dont plus de 30 dans des pays étrangers (Royaume-Uni, France, Turquie, Allemagne, Belgique, Ukraine, Grèce, Russie, Mongolie, Ouzbékistan, Kazakhstan, Géorgie, etc.).